# Kattekoers 2012
La Kattekoers 2012, settantaduesima edizione della corsa, valida come evento dell'UCI Europe Tour 2012 categoria 1.2, si svolse l'11 marzo 2012 su un percorso di 172,5 km. Fu vinta dal belga Roy Jans, che terminò la gara in 4h 00' 30" alla media di 43,03 km/h.
Furono 123 i ciclisti che portarono a termine la competizione.

## Ordine d'arrivo (Top 10)
| Pos. | Corridore          | Squadra        | Tempo    |
| ---- | ------------------ | -------------- | -------- |
| 1    | Roy Jans           | An Post        | 4h00'30" |
| 2    | Steele Von Hoff    | Chipotle       | s.t.     |
| 3    | Marco Minnaard     | Rabobank Cont. | s.t.     |
| 4    | Benjamin Verraes   | Jong Vlaander. | s.t.     |
| 5    | Sean De Bie        | Ovyta-Eijssen  | s.t.     |
| 6    | Justin Van Hoecke  | Wallonie Brux. | s.t.     |
| 7    | Kenneth Van Bilsen | An Post        | s.t.     |
| 8    | Bert Van Lerberghe | Jong Vlaander. | s.t.     |
| 9    | Kess Heytens       | BCV Works      | s.t.     |
| 10   | Sibrecht Pieters   | Terra Footware | s.t.     |